# Rinotilexomania
Rinotilexomania ou Rinotilexia (do Grego rino "nariz" + tilexis "hábito de tirar, extrair") é o hábito de colocar o dedo no nariz para extrair muco e/ou corpos estranhos ou também para ajustar a posição de objetos como joias, por exemplo. Este é um hábito extremamente comum e algumas pesquisas indicam que, em média, pessoas de todo o mundo praticam o ato cerca de 4 vezes ao dia.
A membrana mucosa do nariz produz, constantemente, um muco que uma vez seco, causa uma sensação de irritação que leva à compulsão em praticar o ato rinotiléxico. Esse ato compulsivo pode ser considerado transtorno mental ou comportamental.

## Riscos à saúde
A rinotilexomania pode acarretar uma série de riscos à saúde e, por isso, os médicos recomendam que não seja praticado e que ao invés disso as pessoas usem lenços. Os riscos incluem infecção e sangramentos nasais (em 25% das pessoas rinotiléxicas) e em casos raros pode causar perfuração do septo nasal (etmoidectomia auto-induzida). No entanto, a rinotilexia não afeta o olfato, uma vez que a cavidade nasal onde se encontram os nervos do olfato estão localizados em tal profundidade que não podem ser alcançados.